# PSzH-IV
PSzH-IV (венг. Páncélozott Szállító Harcjármű IV) — венгерский или OT-66 (Obrněný Transportér vz. 66) (PSzH-IV чехословацкого производства) лёгкий бронетранспортёр 1960-х годов. Был создан на основе разведывательной машины FUG, в свою очередь являвшейся венгерским аналогом советской БРДМ. Серийное производство PSzH-IV было начато в середине 1960-х годов и продолжалось до середины 1980-х годов, всего было выпущено более 1000 машин этого типа. Помимо базового бронетранспортёра, на его базе выпускались два варианта командно-штабной машины, санитарно-эвакуационная машина и машина химической, бактериологической и радиационной разведки.
В Венгрии, на вооружении которой к 1991 году ещё оставалось около 900 PSzH-IV, бронетранспортёры этого типа использовались вплоть до 2000-х годов, но были окончательно сняты с вооружения в 2006—2007 годах. Также бронетранспортёр поставлялся союзникам Венгрии по Организации Варшавского Договора и на экспорт, и состоял на вооружении ряда государств, но к 2000-м годам оказался полностью выведен из эксплуатации.

## Перечень модификаций
Венгрия:
- D-944.00 PSZH (1970–1979)
- D-944.00M PSzH-M (1988)
  - D-944.00 PSZH-F
  - D-944.77 PSZH
  - D-944.31 SZDPK-PSZH
  - D-944.21 ZPK-PSZH
  - D-944.22 ZTÖF-PSZH
  - D-944.21 OPK-PSZH

Германия:
- D-944.40 PSzH-IV
  - SPW-PSH (Ch)
  - SPW-PSH (Artl)
  - SPW-PSH (Pi)
  - SPW-PSH-Agitprop
- D-944.41 PSzH-IV
- D-944.42 PSzH-IV
- PSzH-IV-10

## Состоял на вооружении
- Венгрия — около 900 машин[1], сняты с вооружения[2]
- Болгария — некоторое количество[3], сняты с вооружения[4]
- ГДР — некоторое количество[3], перешли к ФРГ/сняты с вооружения
- Ирак — некоторое количество[3], сняты с вооружения[5]
- Словакия — некоторое количество[3], сняты с вооружения[6]
- Чехия — некоторое количество[3], сняты с вооружения[7]
- Чехословакия — некоторое количество, перешли к Чехии и Словакии

## См. также

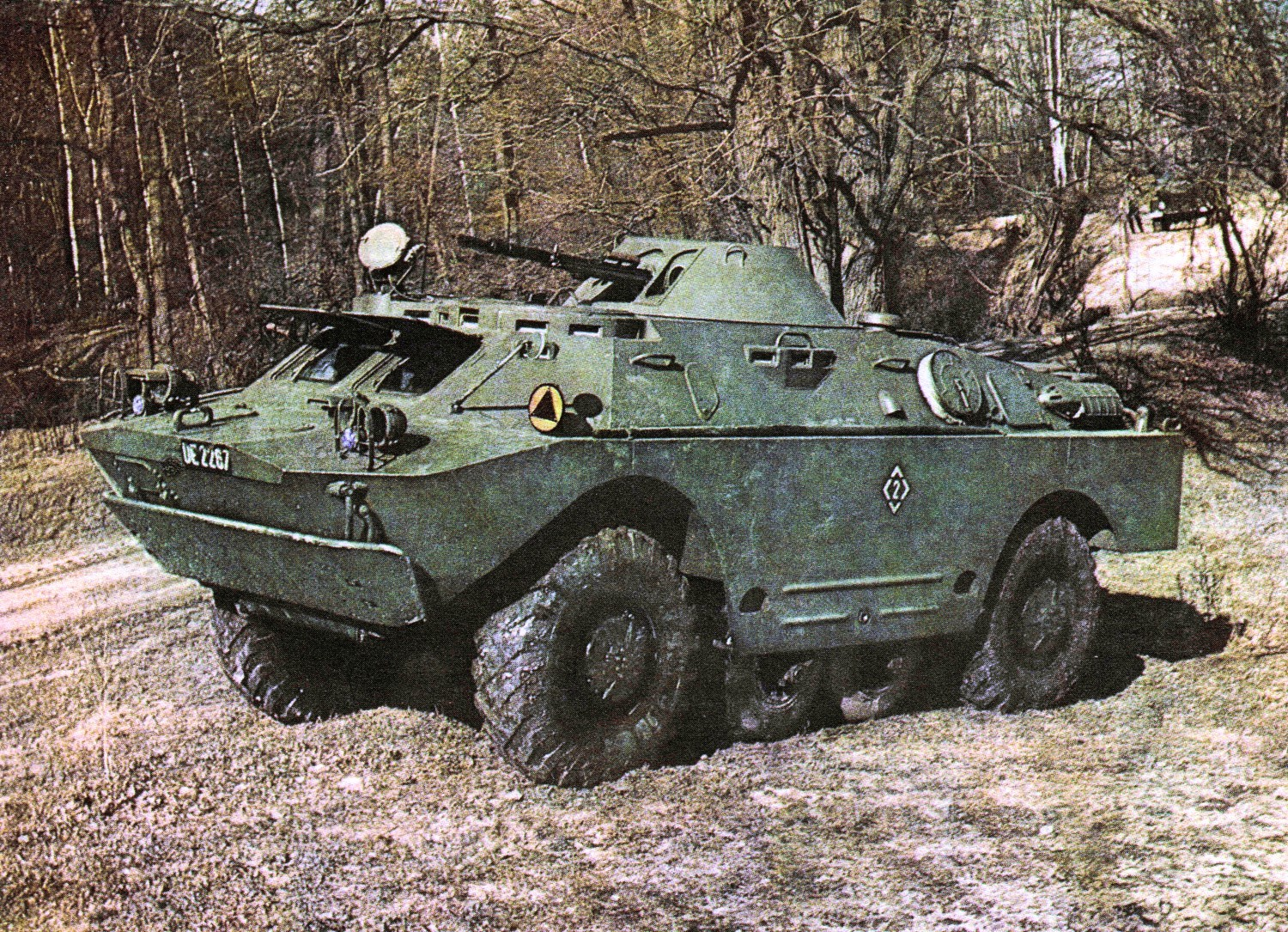
БРДМ-2 польской армии